# Fortunato Maninetti
Fortunato Maninetti (Lissago, 19 agosto 1920 – Varese, 9 gennaio 1997) è stato un canottiere italiano.

## Biografia
Nel 1947 vinse la medaglia d'oro nell'otto ai campionati europei di Lucerna 1947.
All'età di ventun'anni, rappresentò l'Italia ai Giochi olimpici di Londra 1948, nell'otto con Luigi Gandini, Ezio Acchini, Mario Acchini, Bonifacio De Bortoli, Angelo Fioretti, Enrico Ruberti, Pietro Sessa e il timoniere Alessandro Bardelli, passando la sua batteria al primo posto, con il tempo di 6'03"8, e uscendo in semifinale col secondo posto col tempo di 6'52"1.
Nel 1949 e 1950 vinse altri due ori europei nell'otto, ad Amsterdam 1949 e Milano 1950.

## Palmarès
- Europei

Lucerna 1947: oro nell'8
Amsterdam 1949: oro nell'8
Milano 1950: oro nell'8